# ليام هندرسون
ليام هندرسون (بالإنجليزية: Liam Henderson) (25 أبريل 1996 المملكة المتحدة - ) هو لاعب كرة قدم بريطاني يلعب كلاعب وسط.

## روابط خارجية
- ليام هندرسون على موقع الاتحاد الأوربي (الإنجليزية)
- ليام هندرسون على موقع الاتحاد الإسكتلندي (الإنجليزية)
- ليام هندرسون على موقع قاعدة بيانات كرة القدم.إي يو (الإنجليزية)
- ليام هندرسون على موقع Soccerbase.com (لاعب) (الإنجليزية)
- ليام هندرسون على موقع Soccerway.com (الإنجليزية)
- ليام هندرسون على موقع عالم كرة القدم.نت (الإنجليزية)
- ليام هندرسون على موقع AS.com (الإسبانية)